# Kostel svatého Filipa a Jakuba (Arbesovo náměstí)
Kostel svatého Filipa a Jakuba v Praze na Smíchově stával do roku 1891 na dnešním Arbesově náměstí. Původně románský kostel prošel gotickou a barokní přestavbou. Po přenesení farnosti k nově postavenému kostelu sv. Václava v roce 1885 jeho význam upadal a v roce 1891 byl jako postradatelný zbořen. Část stavebního materiálu byla využita k výstavbě nového kostela téhož zasvěcení na hřbitově Malvazinky, do něhož byly ze zrušeného kostela přeneseny i některé sochy. Zbytky základového zdiva, skryté pod navážkou, byly v roce 2003 prohlášeny za kulturní památku.

## Historie

### Románské a gotické období
Románský kostelík sv. Jakuba v Zahradách či na Újezdě, sestávající z polokruhové apsidy a čtverhranné lodi, stál na místě dnešního Arbesova náměstí zřejmě již na počátku 13. století, resp. již ve 12. století, nejspíše v jeho 2. polovině, někdy je zmiňován i původ v 11. století.
Později byl goticky přebudován. Vnější rozměry lodi byly podle archeologického výzkumu 12,2 × 8,2 m. K plochostropé lodi přiléhala na východě pravoúhle odstupněná apsida zaklenutá konchou. Zdivo tvořily opukové kvádříky o výšce 22–25 cm. Apsidu dole obíhal nízký sokl, nahoře obloučkový vlys nesený třemi lisénami. Loď měla v bočních stěnách dvojici půlkruhově zaklenutých oken, apsida podobná dvě menší okna, západní stěnu lodi prolamoval jednoduchý portál.
18. října 1333 při něm byla zřízena plebánie, stal se farním kostelem osady Újezd. Část osady, rozdělené karlovským opevněním Malé Strany, patřila abatyším klášteru sv. Jiří na Pražském hradě, kterým náleželo též podací právo ke kostelu. Ke kostelu patřil též hřbitov, dvůr a farní zahrada. Na mohutné podezdívce byla postavená věž se zvonicí, původně dřevěná.
V husitských dobách fara zanikla a kostel byl pravděpodobně poškozen, později jej Pražané obsadili utrakvisty, ještě v roce 1619 je uváděn jako nekatolický. Koupí Smíchova přešlo v roce 1594 patronátní právo na staroměstskou obec. Po bělohorských událostech připadl kostel pod malostranskou farnost (sv. Václav, sv. Mikuláš). Od roku 1702 (1700) až do znovuzřízení farnosti v roce 1749 jej měli ve správě jezuité z blízkého dispenzáře.

### Po barokní přestavbě
Roku 1749 byl kostel přestavěn barokně. Loď byla rozšířena směrem na západ. Na jižní straně byla postavena nová, tentokrát zděná věž, a byla vybavena třemi většími a jedním malým zvonem, ve spodní části věže byla sakristie. Původní podloží kostela bylo zasypané do úrovně zbraslavské silnice, byla prolomena nová okna a stará románská byla zazděna a bylo vybudováno nové průčelí s nikou se sochou žehnajícího Spasitele s jablkem světovlády a po stranách nad průčelím stály sochy sv. Filipa a Jakuba od Ferdinanda Maxmiliána Brokoffa, zároveň bylo rozšířeno zasvěcení kostela a umístěn nový hlavní oltářní obraz. Čtyři vedlejší oltáře byly zasvěceny Panně Marii Pomocné, sv. Barboře, sv. Prokopu a sv. Janu Nepomuckému. Byla vystavěna nová hřbitovní zeď a kostnice.
Roku 1749 zde byla zásluhou staroměstského primátora Jana Václava Vejvody ze Stromberka obnovena fara, pod niž spadaly Smíchov, Zlíchov, Radlice, Hlubočepy a Červený mlýn. Matriky zde byly vedeny od roku 1761. Bohoslužby zde bývaly střídavě česky a německy, postupně však němčina ustupovala a po roce 1870 se tu kázalo jen česky. Stalo se tak po události, kdy na začátku německého kázání představeného pražského alumnátu Dr. Tersche farníci odcházeli a když to dr. Tersch uviděl, údajně zvolal: „Počkejte, lidičky, já umím také česky!“ a zbytek kázání přednesl v češtině. Němčina se pak používala jen při zádušních mších za farníky německé národnosti.
Roku 1875 byla zřízena zlíchovská farnost u kostela sv. Filipa a Jakuba, čímž se smíchovská farnost zmenšila jen na Smíchov a Radlice.
Roku 1791 byl hřbitov zrušen císařským dekretem zakazujícím pohřbívání uvnitř sídel (zprvu jej nahrazoval Malostranský hřbitov na Smíchově), roku 1831 či 1833 byl i s kostnicí zlikvidován. Původní úroveň hřbitova zvýšila navážka a zhruba od 50. let začaly být zastavovány parcely kolem nově tvořeného náměstí, které se v letech 1860–1895 jmenovalo Kostelní a po zboření kostela pak v letech 1895–1920 Jakubské, než bylo přejmenováno na Arbesovo. Kvůli zvýšení okolního terénu se do kostelíku sestupovalo po několika schodech a kostelík byl vlhký a při deštích sem občas zatékalo.

### Zbourání kostela

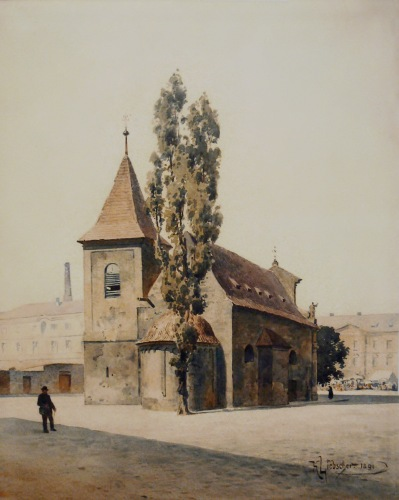
Kostel ze zadní strany, akvarel z roku 1891 od Karla Liebschera

V souvislosti s průmyslovým rozvojem Smíchova v 19. století a nárůstu počtu obyvatel se nejprve v 60. letech uvažovalo o dalším rozšíření kostela nebo o novostavbě na místě původního hřbitova. V roce 1866 bylo rozhodnuto o výstavbě nového, většího kostela. V roce 1875 byl však farní patronát přenesen na smíchovské zastupitelstvo a obec pro nový kostel koupila pozemek proti radnici. 18. září 1881 byl položen základní kámen a už 27. září 1885 byl nový kostel sv. Václava vysvěcen. Od té doby význam původního kostela upadal, konaly se zde jen například křtiny nebo poutní bohoslužby na svátek Filipa a Jakuba.
František Ekert v roce 1884 kostel popisoval: „Jest to malá, ani slohem, ani zařízením svým nevynikající budova, na níž pouze stará románská polokruhová apsida povšimnutí zasluhuje. … Ač kostelík ten nevyniká, zasluhuje, aby i po dokončení nového farního chrámu pro ctihodné stáří své nadál zachován byl.“
V letech 1891–1892 byl kostel zbořen v rámci likvidace městských hradeb v oblasti Újezda. Rozzlobený dav vinil radnici z neuctivosti vůči starému kostelíku a srocoval se i před domem starosty Elh(e)nického, hrozilo fyzické napadení členů rady města, Peluňka, stavitele Cuřína, obchodníka Krupky a starosty Elhenického. Smíchovský farář Švehla dav uklidňoval sdělením, že rozhodnutí přišlo z konzistoře, nikoliv z radnice, Václav Sedláček ve svých Dějinách Smíchova uvádí i možnost, že za demolicí kostelíka mohl stát i sám farář Vincenc Švehla. Ten údajně, jako jedna z nejvlivnějších osob na radnici, prohlásil starý kostel za zbytečný a bránící rozvoji (Sedláček ho podezírá, že se obával rozdělení farnosti, které by znamenalo snížení jeho beneficia). Komise pak došla k závěru, že kostel nemá historickou hodnotu a hrozí jeho sesutí a doporučila ho zbourat s tím, že v něm umístěná umělecká díla budou přenesena na Malvazinky. Výstavba nového kostela na Malvazinkách byla také tématem farářovy promluvy při poslední mši ve starém kostele. Ta se konala 12. října 1891, dva týdny poté začaly demoliční práce. Na náměstí pak vzniklo tržiště s centrální sroubenou boudou. Demontáž soch byla doprovázena dalšími emotivními projevy. Když se nedařilo sejmout sochu Krista, stohlavý plačící dav si to vykládal jako znamení proti zboření kostela. A když se sochu na provazech podařilo uvolnit a ta se zavěšená otočila čelem ke kostelu, dav volal: “Kristus se loučí! Obrátil se od nás! Chce zpět!“ Při pokládání na valník se socha obrátila opět směrem k lidu a jako jediná ze soch zůstala ve vertikální poloze. Lidé se vrhali k vozu, sochu líbali, poklekali k modlitbě, vůz doprovázeli procesím. Rozdrobený stavební materiál si lidé odnášeli na památku.

### Po zbourání
Na výstavbu nového novorománského kostela sv. Filipa a Jakuba, na hřbitově na Malvazinkách, vysvěceného roku 1896, bylo využito románské opukové zdivo původního kostela a byly sem přeneseny socha Spasitele, sochy sv. Filipa a Jakuba a staré zvony. Kříž, který původně stál před kostelem, byl umístěn na zahradě městského chudobince.
Slavné filipojakubské poutě byly po zbourání kostela na čas přeneseny na Dětský ostrov, ale už nikdy nedosáhly původní obliby. Jan Zázvorka v roce 1927 pro Arbesovo náměstí projektoval puristický sbor Církve československé husitské, avšak přednost dostalo zachování tržiště.
V roce 1956 provedl dr. Ivan Borkovský archeologický výzkum románských základů. Zbytky základového zdiva, skryté pod navážkami parkové úpravy náměstí, byly k 9. 5. 2003 prohlášeny kulturní památkou pod rejstříkovým číslem 100262. Na místě, kde kostelík stával, je údajně v dlažbě vyznačen kříž.

### Dochované fragmenty
Před likvidací stavby a během jejího bourání byly některé odstrojené části zařízení a fragmenty stavby převezeny do Národního muzea v Praze. Patří k nim například obraz z hlavního oltáře nebo dřevěné články barokní kazatelny.